# John T. Christian
John T. Christian (* 2. November 1936 in Brooklyn; † 5. Juni 2022 in Alexandria, Virginia) war ein US-amerikanischer Bauingenieur (Geotechnik).

## Werdegang
Christian studierte und promovierte am Massachusetts Institute of Technology. Er forschte und lehrte danach am MIT, bevor er Mitte der 1970er Jahre zur Stone and Webster Engineering Corporation ging, wo er Vizepräsident wurde. Christian machte sich danach selbständig und war beratender Ingenieur in Waban, Massachusetts. Von 2015 bis 2022 war er Distinguished Professor of Civil and Environmental Engineering an der University of Massachusetts Lowell.
Er befasste sich früh seit Ende der 1960er Jahre am MIT mit numerischen Methoden in der Geotechnik (zum Beispiel Konsolidierung und elastisch/plastische Finite Elemente Modellierung von Böden) und später insbesondere mit Wahrscheinlichkeits- und Sicherheitsfragen der Geotechnik. Außerdem befasste er sich mit Bodendynamik und Fragen der Erdbebensicherheit. Als beratender Ingenieur beriet er insbesondere Kraftwerksprojekte inklusive Kernkraftwerke. Er war auch Mitglied einer Kommission, die Lehren aus dem Hurricane Katrina für New Orleans zog.
2003 hielt er die Terzaghi Lecture. Er war Mitglied der National Academy of Engineering (1999), Vorsitzender der Engineering Accreditation Commission (AEC) und Vorstand der Abteilung Geotechnik der American Society of Civil Engineers (ASCE), deren Thomas A. Middlebrook Award er 1996 erhielt. Zudem war Christian Herausgeber des Journal of Geotechnical and Geoenvironmental Engineering der ASCE.

## Schriften
- mit Gregory B. Baecher: Reliability and Statistics in Geotechnical Engineering, Wiley 2003
- mit Chandrakant S. Desai (Herausgeber): Numerical Methods in Geotechnical Engineering, McGraw Hill 1977 (darin von Christian Introduction und Constitutive Laws mit Desai, Two and Three Dimensional Dynamic Analysis mit Desai und José Roesset, Shallow Foundations sowie Two- and Three Dimensional Consolidation)